# Lista de gentílicos do Egito
Esta é uma lista de gentílicos do Egito.

## Cidades
- Áfitis - aftita
- Acmim - aquemímico
- Ânitis - anítio
- Átribis - atríbita
- Alexandria - alexandrino
- Amarna - amarniano
- Bubástis - bubastita
- Busíris - busirita, busirite
- Cairo - cairota[1]
- Canopo - canóptico
- Cinópolis - cinopolitano
- Copto - copta
- Elefantina - elefantino
- Faium - faiunico
- Farbaítis - farberita
- Heliópolis - heliopolitano
- Heracleópolis - heracleopolitano
- Hermópolis - hermopolitano
- Hieracómpolis - hieracompolitano
- Leontópolis - leontopolitano
- Licópolis - licopolitano
- Mendes - mendésio, mendésico ou mendete[2][3]
- Mênfis - menfita
- Miecforis - miecforita
- Onúfis - onúfita
- Ombo e Ombo - ombita
- Papremis - papremita
- Pelúsio - pelúsio, pelusiano
- Prosopítis - prosopítide
- Quêmis - quemita
- Sais - saíta, saítico
- Síbenis - sebenita, sebenítico
- Tânis - tânita
- Tebas - tebano, tebaico
- Tentiris - tentirita
- Tinis - tinita
- Tmuis - tmuita